# Джаич, Драган
Дра́ган Джа́ич (серб. вуковица: Драган Џајић; гаевица: Dragan Džajić; род. 30 мая 1946, Уб, ФНРЮ) — югославский футболист, левый крайний нападающий. Один из лучших югославских футболистов в истории.

## Карьера

### Клубная
Драган Джаич попал в основной состав «Црвены Звезды» всего через полгода после его дебюта за молодёжный состав клуба. Дебют Джаича за основной состав состоялся 6 мая 1963 года, когда тренер «Звезды» Александар Обрадович выпустил его на матч против клуба «Будучност» из Титограда, причём на тот момент Джаичу было всего 16 полных лет. Тот матч стал единственным для Джаича в том сезоне, но уже со следующего сезона, в котором «Звезда» стала чемпионом Югославии, он стал постоянным игроком основы. В 1964 году 18-летнего Джаича взяли в состав сборной Югославии на летние Олимпийские игры 1964 года в Токио. С 6 августа 1966 года Джаич являлся капитаном команды. Вскоре Джаич стал лидером нового поколения игроков «Црвены Звезды», которые в период с 1968 по 1970 год выиграли три чемпионских титула подряд. В 1968 году благодаря успешным выступлениям за клуб тренер Райко Митич включил Драгана в состав сборной на чемпионат Европы 1968 года, сборная Югославии заняла на том чемпионате второе место, а сам Драган благодаря двум голам стал лучшим бомбардиром турнира. В конце 1968 года Джаич занял третье место в споре за «Золотой мяч», уступив лишь двум представителям «Манчестер Юнайтед» Джорджу Бесту и Бобби Чарльтону. В 1969 году Джаич был назван спортсменом года в Югославии, а также вновь был номинирован на Золотой мяч. В сезоне 1970/71 Джаич вместе с «Црвеной Звездой» добрался до полуфинала Кубка европейских чемпионов, где уступил греческому «Панатинаикосу» лишь по сумме двух матчей. В период с 1971 по 1975 год, кроме 1974 года Джаич постоянно номинировался на «Золотой мяч».
В 1975 году Драган Джаич принимает решение покинуть свой родной клуб и перебирается во французский клуб «Бастия». Первый сезон во Франции получился для Джаича не самым успешным, «Бастия» заняла лишь восьмое место в чемпионате, а сам Джаич сыграл только 21 матч, в которых забил 10 голов. Но второй сезон Джаича во Франции получился куда более удачным, «Бастия» заняла третье место в чемпионате, а Джаич сыграл 35 матчей, в которых забил 21 гол, что позволило разместиться ему на шестой строчке среди лучших бомбардиров того чемпионата.
После Франции в середине 1978 года Джаич вернулся в родную «Црвену Звезду» чтобы отыграть ещё один сезон. Свой последний матч за «красно-белых» Джаич сыграл 28 мая 1978 года против «Вележа» из Мостара. Всего за «Црвену Звезду» Джаич провёл 14 сезонов, за которые сыграл 590 матчей (из них 330 в чемпионате Югославии и 32 в еврокубках) и забил 287 голов (из них 113 в чемпионате Югославии и 9 в еврокубках), выиграл 5 чемпионатов Югославии и 4 Кубка Югославии, сделав при этом 3 «золотых дубля». Показатель в 330 матчей в чемпионате, является рекордным для «Црвены Звезды» в истории. Также Джаич является третьей звездой «Црвены Звезды», эта награда вручается только самым лучшим игрокам в истории клуба.
После окончания карьеры игрока в 1979 году Драган Джаич стал техническим директором «Црвены Звезды». Именно при нём «Звезда» добилась своего главного успеха в истории — победы в Кубке европейских чемпионов и Межконтинентальном кубке 1991 года. В период с 1998 по 2004 год Джаич был президентом «Црвены Звезды», однако покинул этот пост из-за проблем со здоровьем. В ноябре 2003 года футбольная ассоциация Сербии и Черногории признала Драгана Джаича лучшим футболистом Сербии и Черногории за период 1954—2003 годов.

### В сборной
В сборной Югославии Драган Джаич дебютировал 17 июня 1964 года в товарищеском матче со сборной Румынии, завершившимся со счётом 1:2. В составе сборной Джаич принял участие в двух чемпионатах Европы 1968 и 1976 годов, чемпионате мира 1974 года и Олимпиаде 1964 года. Своё последнее выступление за сборную Джаич провёл в товарищеском матче со сборной Аргентины 16 сентября 1979 года, тот матч завершился победой югославов со счётом 4:2. Всего же за сборную Джаич сыграл 85 официальных матчей в которых забил 23 гола. Является рекордсменом сборной СФРЮ по количеству проведённых матчей.
| Матчи и голы Джаича за сборную Югославии | Матчи и голы Джаича за сборную Югославии | Матчи и голы Джаича за сборную Югославии | Матчи и голы Джаича за сборную Югославии | Матчи и голы Джаича за сборную Югославии | Матчи и голы Джаича за сборную Югославии |
| №                                        | Дата                                     | Оппонент                                 | Счёт                                     | Голы                                     | Соревнование                             |
| ---------------------------------------- | ---------------------------------------- | ---------------------------------------- | ---------------------------------------- | ---------------------------------------- | ---------------------------------------- |
| 1                                        | 17 июня 1964                             | Румыния                                  | 1:2                                      | -                                        | Товарищеский матч                        |
| 2                                        | 13 октября 1964                          | Марокко                                  | 3:1                                      | -                                        | Олимпиада 1964                           |
| 3                                        | 15 октября 1964                          | Венгрия                                  | 5:6                                      | -                                        | Олимпиада 1964                           |
| 4                                        | 18 октября 1964                          | ГДР                                      | 0:1                                      | -                                        | Олимпиада 1964                           |
| 5                                        | 20 октября 1964                          | Япония                                   | 6:1                                      | -                                        | Олимпиада 1964                           |
| 6                                        | 22 октября 1964                          | Румыния                                  | 0:3                                      | -                                        | Олимпиада 1964                           |
| 7                                        | 28 октября 1964                          | Израиль                                  | 0:2                                      | -                                        | Товарищеский матч                        |
| 8                                        | 9 мая 1965                               | Англия                                   | 1:1                                      | -                                        | Товарищеский матч                        |
| 9                                        | 19 сентября 1965                         | Люксембург                               | 5:2                                      | 2                                        | Отборочный матч к ЧМ 1966                |
| 10                                       | 9 октября 1965                           | Франция                                  | 0:1                                      | -                                        | Отборочный матч к ЧМ 1966                |
| 11                                       | 7 ноября 1965                            | Норвегия                                 | 1:1                                      | -                                        | Отборочный матч к ЧМ 1966                |
| 12                                       | 4 мая 1966                               | Англия                                   | 0:2                                      | -                                        | Товарищеский матч                        |
| 13                                       | 8 мая 1966                               | Венгрия                                  | 2:0                                      | -                                        | Товарищеский матч                        |
| 14                                       | 27 июня 1966                             | Швеция                                   | 1:1                                      | -                                        | Товарищеский матч                        |
| 15                                       | 18 сентября 1966                         | СССР                                     | 1:2                                      | -                                        | Товарищеский матч                        |
| 16                                       | 12 октября 1966                          | Израиль                                  | 3:1                                      | -                                        | Товарищеский матч                        |
| 17                                       | 19 октября 1966                          | Чехословакия                             | 1:0                                      | 1                                        | Товарищеский матч                        |
| 18                                       | 23 апреля 1967                           | Венгрия                                  | 0:1                                      | -                                        | Товарищеский матч                        |
| 19                                       | 3 мая 1967                               | ФРГ                                      | 1:0                                      | -                                        | Отборочный матч к ЧЕ 1968                |
| 20                                       | 14 мая 1967                              | Албания                                  | 2:0                                      | -                                        | Отборочный матч к ЧЕ 1968                |
| 21                                       | 7 октября 1967                           | ФРГ                                      | 1:3                                      | -                                        | Отборочный матч к ЧЕ 1968                |
| 22                                       | 12 ноября 1967                           | Албания                                  | 4:0                                      | -                                        | Отборочный матч к ЧЕ 1968                |
| 23                                       | 6 апреля 1968                            | Франция                                  | 1:1                                      | -                                        | Отборочный матч к ЧЕ 1968                |
| 24                                       | 24 апреля 1968                           | Франция                                  | 5:1                                      | 1                                        | Отборочный матч к ЧЕ 1968                |
| 25                                       | 27 апреля 1968                           | Чехословакия                             | 0:3                                      | -                                        | Товарищеский матч                        |
| 26                                       | 5 июня 1968                              | Англия                                   | 1:0                                      | 1                                        | Чемпионат Европы 1968                    |
| 27                                       | 8 июня 1968                              | Италия                                   | 1:1                                      | 1                                        | Чемпионат Европы 1968                    |
| 28                                       | 10 июня 1968                             | Италия                                   | 0:2                                      | -                                        | Чемпионат Европы 1968                    |
| 29                                       | 25 июня 1968                             | Бразилия                                 | 0:2                                      | -                                        | Товарищеский матч                        |
| 30                                       | 25 сентября 1968                         | Финляндия                                | 9:1                                      | 2                                        | Отборочный матч к ЧМ 1970                |
| 31                                       | 16 октября 1968                          | Бельгия                                  | 0:3                                      | -                                        | Отборочный матч к ЧМ 1970                |
| 32                                       | 17 декабря 1968                          | Бразилия                                 | 3:3                                      | 1                                        | Товарищеский матч                        |
| 33                                       | 22 декабря 1968                          | Аргентина                                | 1:1                                      | -                                        | Товарищеский матч                        |
| 34                                       | 30 апреля 1969                           | Испания                                  | 1:2                                      | -                                        | Отборочный матч к ЧМ 1970                |
| 35                                       | 4 июня 1969                              | Финляндия                                | 5:1                                      | 1                                        | Отборочный матч к ЧМ 1970                |
| 36                                       | 3 сентября 1969                          | Румыния                                  | 1:1                                      | -                                        | Товарищеский матч                        |
| 37                                       | 24 сентября 1969                         | СССР                                     | 1:3                                      | 1                                        | Товарищеский матч                        |
| 38                                       | 19 октября 1969                          | Бельгия                                  | 4:0                                      | 1                                        | Отборочный матч к ЧМ 1970                |
| 39                                       | 8 апреля 1970                            | Австрия                                  | 1:1                                      | -                                        | Товарищеский матч                        |
| 40                                       | 12 апреля 1970                           | Венгрия                                  | 2:2                                      | -                                        | Товарищеский матч                        |
| 41                                       | 6 мая 1970                               | Румыния                                  | 0:0                                      | -                                        | Товарищеский матч                        |
| 42                                       | 13 мая 1970                              | ФРГ                                      | 0:1                                      | -                                        | Товарищеский матч                        |
| 43                                       | 10 сентября 1970                         | Австрия                                  | 1:0                                      | -                                        | Товарищеский матч                        |
| 44                                       | 11 октября 1970                          | Нидерланды                               | 1:1                                      | 1                                        | Отборочный матч к ЧЕ 1972                |
| 45                                       | 14 октября 1970                          | Люксембург                               | 2:0                                      | -                                        | Отборочный матч к ЧЕ 1972                |
| 46                                       | 28 октября 1970                          | СССР                                     | 0:4                                      | -                                        | Товарищеский матч                        |
| 47                                       | 18 ноября 1970                           | ФРГ                                      | 2:0                                      | 1                                        | Товарищеский матч                        |
| 48                                       | 4 апреля 1971                            | Нидерланды                               | 2:0                                      | 1                                        | Отборочный матч к ЧЕ 1972                |
| 49                                       | 21 апреля 1971                           | Румыния                                  | 0:1                                      | -                                        | Товарищеский матч                        |
| 50                                       | 9 мая 1971                               | ГДР                                      | 2:1                                      | 1                                        | Отборочный матч к ЧЕ 1972                |
| 51                                       | 18 июля 1971                             | Бразилия                                 | 2:2                                      | 1                                        | Товарищеский матч                        |
| 52                                       | 1 сентября 1971                          | Венгрия                                  | 1:2                                      | -                                        | Товарищеский матч                        |
| 53                                       | 22 сентября 1971                         | Мексика                                  | 4:0                                      | -                                        | Товарищеский матч                        |
| 54                                       | 16 октября 1971                          | ГДР                                      | 0:0                                      | -                                        | Отборочный матч к ЧЕ 1972                |
| 55                                       | 30 апреля 1972                           | СССР                                     | 0:0                                      | -                                        | Отборочный матч к ЧЕ 1972                |
| 56                                       | 13 мая 1972                              | СССР                                     | 0:3                                      | -                                        | Отборочный матч к ЧЕ 1972                |
| 57                                       | 14 июня 1972                             | Венесуэла                                | 10:0                                     | 1                                        | Товарищеский матч                        |
| 58                                       | 18 июня 1972                             | Боливия                                  | 1:1                                      | -                                        | Товарищеский матч                        |
| 59                                       | 22 июня 1972                             | Парагвай                                 | 2:1                                      | -                                        | Товарищеский матч                        |
| 60                                       | 25 июня 1972                             | Перу                                     | 2:1                                      | -                                        | Товарищеский матч                        |
| 61                                       | 29 июня 1972                             | Шотландия                                | 2:2                                      | -                                        | Товарищеский матч                        |
| 62                                       | 2 июля 1972                              | Бразилия                                 | 0:3                                      | -                                        | Товарищеский матч                        |
| 63                                       | 6 июля 1972                              | Чехословакия                             | 2:1                                      | 1                                        | Товарищеский матч                        |
| 64                                       | 9 июля 1972                              | Аргентина                                | 4:2                                      | 1                                        | Товарищеский матч                        |
| 65                                       | 20 сентября 1972                         | Италия                                   | 1:3                                      | -                                        | Товарищеский матч                        |
| 66                                       | 11 октября 1972                          | Англия                                   | 1:1                                      | -                                        | Товарищеский матч                        |
| 67                                       | 19 октября 1972                          | Испания                                  | 2:2                                      | -                                        | Отборочный матч к ЧМ 1974                |
| 68                                       | 19 ноября 1972                           | Греция                                   | 1:0                                      | -                                        | Отборочный матч к ЧМ 1974                |
| 69                                       | 19 декабря 1973                          | Греция                                   | 4:2                                      | -                                        | Отборочный матч к ЧМ 1974                |
| 70                                       | 13 февраля 1974                          | Испания                                  | 1:0                                      | -                                        | Отборочный матч к ЧМ 1974                |
| 71                                       | 29 мая 1974                              | Венгрия                                  | 2:3                                      | -                                        | Товарищеский матч                        |
| 72                                       | 5 июня 1974                              | Англия                                   | 2:2                                      | -                                        | Товарищеский матч                        |
| 73                                       | 13 июня 1974                             | Бразилия                                 | 0:0                                      | -                                        | Чемпионат мира 1974                      |
| 74                                       | 18 июня 1974                             | Заир                                     | 9:0                                      | 1                                        | Чемпионат мира 1974                      |
| 75                                       | 22 июня 1974                             | Шотландии                                | 1:1                                      | -                                        | Чемпионат мира 1974                      |
| 76                                       | 26 июня 1974                             | ФРГ                                      | 0:2                                      | -                                        | Чемпионат мира 1974                      |
| 77                                       | 3 июля 1974                              | Швеция                                   | 1:2                                      | -                                        | Чемпионат мира 1974                      |
| 78                                       | 30 октября 1974                          | Норвегия                                 | 3:1                                      | -                                        | Отборочный матч к ЧЕ 1976                |
| 79                                       | 15 октября 1975                          | Швеция                                   | 3:0                                      | -                                        | Отборочный матч к ЧЕ 1976                |
| 80                                       | 19 ноября 1975                           | Северная Ирландия                        | 1:0                                      | -                                        | Отборочный матч к ЧЕ 1976                |
| 81                                       | 17 июня 1976                             | ФРГ                                      | 2:4                                      | 1                                        | Чемпионат Европы 1976                    |
| 82                                       | 19 июня 1976                             | Нидерланды                               | 2:3                                      | 1                                        | Чемпионат Европы 1976                    |
| 83                                       | 8 мая 1977                               | Румыния                                  | 0:2                                      | -                                        | Отборочный матч к ЧМ 1978                |
| 84                                       | 5 октября 1977                           | Венгрия                                  | 3:4                                      | -                                        | Товарищеский матч                        |
| 85                                       | 16 сентября 1979                         | Аргентина                                | 4:2                                      | -                                        | Товарищеский матч                        |

Итого: 85 матчей / 23 гола; 33 победы, 22 ничьих, 30 поражений.

## Достижения
Командные
Сборная Югославии
- Серебряный призёр чемпионата Европы: 1968

«Црвена звезда»
- Чемпион Югославии (5): 1964, 1968, 1969, 1970, 1973
- Серебряный призёр чемпионата Югославии (2): 1972, 1978
- Бронзовый призёр чемпионата Югославии (3): 1965, 1974, 1975
- Обладатель Кубка Югославии (4): 1964, 1968, 1970, 1971
- Финалист Кубка Югославии: 1973

«Бастия»
- Бронзовый призёр чемпионата Франции: 1977

Личные
- Лучший футболист Сербии и Черногории за период 1954—2003 годов (юбилейный приз к 50-летию UEFA)
- Лучший бомбардир чемпионата Европы: 1968 (2 гола)
- Обладатель Бронзового мяча: 1968
- Входит в состав символической сборной по итогам чемпионата Европы по версии УЕФА (2): 1968, 1976
- 53-е место в списке лучших футболистов Европы XX века по версии МФФИИС
- 11-е место в списке лучших бомбардиров чемпионата Югославии за все времена: 113 голов
- Спортсмен года в Югославии: 1969
- Третья звезда «Црвены звезды»
- Рекордсмен сборной СФРЮ по количеству проведённых игр: 85
- Рекордсмен по количеству матчей, проведённых за «Црвену звезду» в чемпионате Югославии: 330

## Статистика выступлений
| Клуб                     | Сезон                    | Лига | Лига | Кубки | Кубки | Еврокубки | Еврокубки | Прочие | Прочие | Итого | Итого |
| Клуб                     | Сезон                    | Игры | Голы | Игры  | Голы  | Игры      | Голы      | Игры   | Голы   | Игры  | Голы  |
| ------------------------ | ------------------------ | ---- | ---- | ----- | ----- | --------- | --------- | ------ | ------ | ----- | ----- |
| Црвена звезда            | 1962/63                  | 1    | 0    | 0     | 0     | 0         | 0         | 0      | 0      | 1     | 0     |
| Црвена звезда            | 1963/64                  | 23   | 4    | 3     | 2     | 5         | 0         | 0      | 0      | 31    | 6     |
| Црвена звезда            | 1964/65                  | 28   | 9    | 4     | 1     | 3         | 0         | 0      | 0      | 35    | 10    |
| Црвена звезда            | 1965/66                  | 27   | 9    | 2     | 1     | 5         | 1         | 0      | 0      | 34    | 11    |
| Црвена звезда            | 1966/67                  | 24   | 13   | 3     | 2     | 5         | 3         | 0      | 0      | 32    | 18    |
| Црвена звезда            | 1967/68                  | 27   | 12   | 4     | 4     | 4         | 4         | 0      | 0      | 35    | 20    |
| Црвена звезда            | 1968/69                  | 33   | 16   | 4     | 3     | 5         | 2         | 0      | 0      | 42    | 21    |
| Црвена звезда            | 1969/70                  | 30   | 13   | 6     | 3     | 3         | 2         | 2      | 1      | 41    | 19    |
| Црвена звезда            | 1970/71                  | 29   | 12   | 6     | 5     | 5         | 2         | 0      | 0      | 40    | 19    |
| Црвена звезда            | 1971/72                  | 23   | 8    | 2     | 2     | 2         | 0         | 0      | 0      | 27    | 10    |
| Црвена звезда            | 1972/73                  | 20   | 9    | -     | -     | 5         | 0         | 0      | 0      | 25    | 9     |
| Црвена звезда            | 1973/74                  | 0    | 0    | 0     | 0     | 1         | 0         | 0      | 0      | 1     | 0     |
| Црвена звезда            | 1974/75                  | 16   | 3    | 0     | 0     | 3         | 1         | 0      | 0      | 19    | 4     |
| Црвена звезда            | Итого                    | 281  | 108  | 34    | 23    | 46        | 15        | 2      | 1      | 363   | 147   |
| Бастия                   | 1975/76                  | 31   | 10   | 5     | 2     | 3         | 4         | 0      | 0      | 39    | 16    |
| Бастия                   | 1976/77                  | 35   | 21   | 0     | 0     | 0         | 0         | 0      | 0      | 35    | 21    |
| Бастия                   | Итого                    | 66   | 31   | 5     | 2     | 3         | 4         | 0      | 0      | 74    | 37    |
| Црвена звезда            | 1977/78                  | 25   | 5    | 1     | 0     | 3         | 2         | 0      | 0      | 29    | 7     |
| Црвена звезда            | Итого                    | 25   | 5    | 1     | 0     | 3         | 2         | 0      | 0      | 29    | 7     |
| Всего за «Црвену звезду» | Всего за «Црвену звезду» | 306  | 113  | 35    | 23    | 49        | 17        | 2      | 1      | 392   | 154   |
| Всего за карьеру         | Всего за карьеру         | 372  | 144  | 40    | 25    | 52        | 21        | 2      | 1      | 466   | 191   |

## После завершения карьеры игрока
По завершении игровой карьеры остался в родном для себя клубе, «Црвене Звезде», в качестве технического директора. В 1998 году занял должность президента клуба, которую покинул в 2004 году по состоянию здоровья. В 2000-х годах также занимал должность вице-президента Футбольной ассоциации Сербии и Черногории и куратора сборных команд страны.
В 2008 году оказался в центре скандала, связанного с расхищением средств, полученных от продажи бывшего игрока «Црвены Звезды» Горана Друлича в «Реал Сарагоса» в 2001 году. Три чиновника белградского клуба, в том числе и Джаич, были арестованы по обвинениям в подделке документов и незаконному присвоению средств, полученных от трансфера, однако в июле он был освобождён из-под ареста без предъявления обвинения. В 2011 году в отношении Джаича всё же было возбуждено несколько новых дел по обвинениям в мошенничестве при аналогичных продажах игроков. В качестве одного из свидетелей проходил защитник «Манчестер Юнайтед» Неманья Видич, который настаивал на том, что Джаич — невиновен. Позже Джаич сказал по этому поводу:
«Спросите у любого игрока Звезды, присвоил ли Драган Джаич хоть копейку их денег. Это настоящая стыдоба, вся эта ситуация со мной и с клубом».